# Manoir de Sippola
Le manoir de Sippola (en finnois : Sippolan hovi) est un manoir situé à Sippola dans la municipalité de Kouvola en Finlande,.

## Présentation
Le manoir de Sippola est un manoir établi au milieu du XVIIème siècle
Le manoir deviendra la propriété du conseiller Lorentz Creutz, qui a été élevé au rang de baron en 1654. 
Son bâtiment principal de style néo-Renaissance en bois est construit en 1836.
L'habillage extérieur du bâtiment principal est conçu par l'architecte du comté Georg Theodor Chiewitz dans les années 1850 et agrandi par Johan Jacob Ahrenberg dans les années 1890.
Dans les années 1857-1899, il abritait la verrerie de bouteilles de Savero. 
Depuis 1909, le manoir abrite une école.
Le village de Sippola fait partie du site paysager de valeur nationale des vallées de Sippolanjoki et Summanjoki.

## Galerie

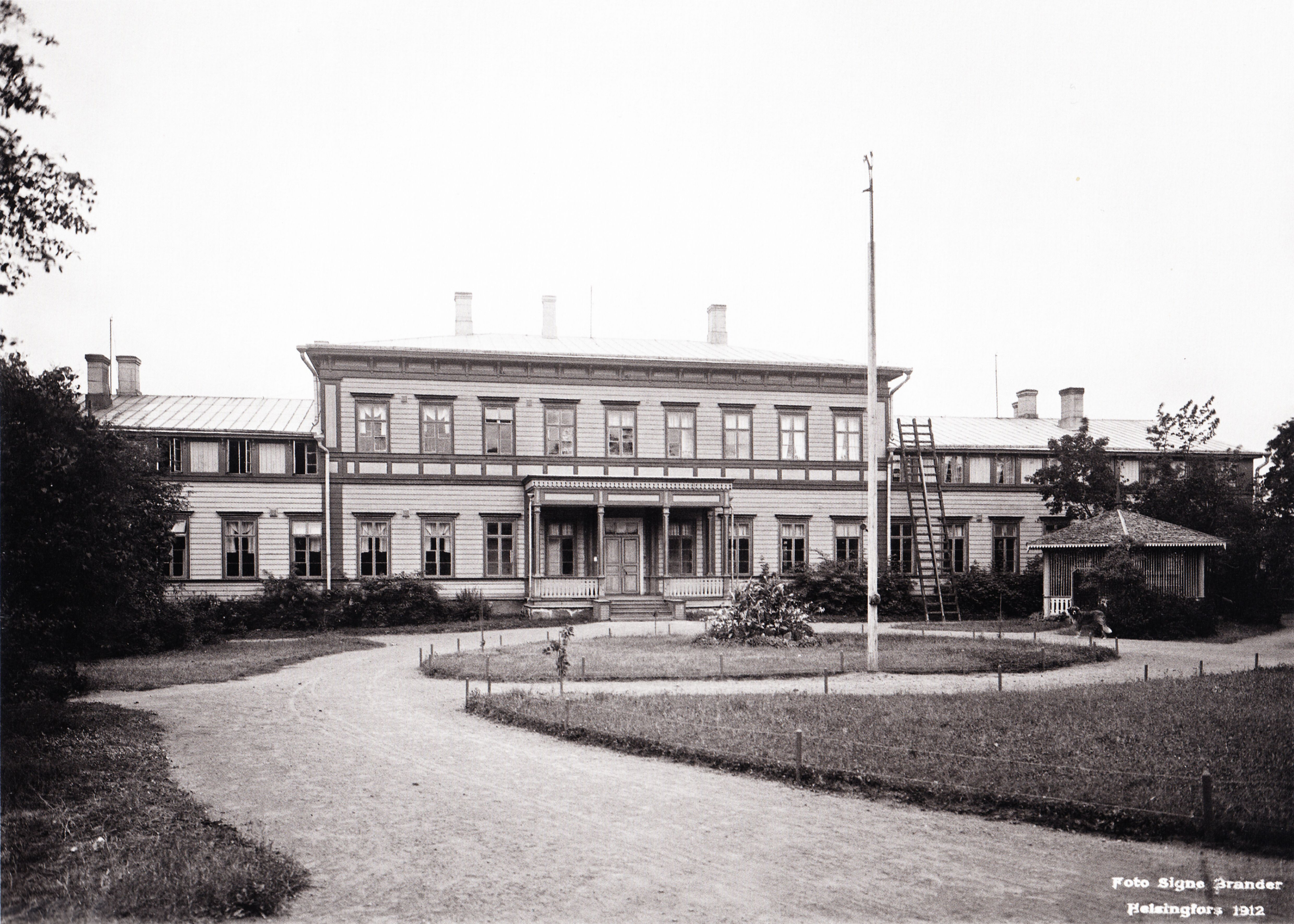
Le manoir en 1912.